# Сегодня ты становишься ракетой
«Сегодня ты становишься ракетой» — инструментальный музыкальный альбом петербургского электронного дуэта «Ёлочные игрушки» (ЁИ/EU), в который входили Илья Барамия и Александр Зайцев. В течение месяца релизу предшествовали несколько цифровых промосинглов, первым из которых стал «Сегодня ты узнаешь об устройстве ракеты», включающий начальный трек будущего альбома и три ремикса на него. Выход диска «Сегодня ты становишься ракетой», насчитывающего десять композиций, состоялся в декабре 2010 года на лейбле «Союз».

## История

### Предыстория
Выпустив альбом Warm Math в ноябре 2002 года, «Ёлочные игрушки» стали уделять больше внимания сотрудничеству с другими креативными людьми. Примером таких коллабораций служит сборник «Дикие ёлочные игрушки». Среди творческих партнёров также: шансонье Стас Барецкий, хореограф Алексей Мирошниченко (который поставил балет «Ринг») и поэт Андрей Родионов. Вдобавок Зайцев и Барамия породили коллективы 2H Company и «Самое Большое Простое Число», а заодно помогали группам «Лемондэй» и «Пёс и группа».

### Запись
Закончив некоторые проекты, например, с 2H Company и с Барецким, у дуэта освободилось время для первого за восемь лет сольного инструментального альбома, и летом 2010 года он был записан. По признанию Зайцева, выбор летнего периода обусловлен ощущением спокойствия и свободы в это время года, что, по мнению музыканта, должно контрастировать с «очень напряжённой» российской музыкой. В отличие от предыдущих релизов группы, вошедшие в новый альбом композиции формировались и обкатывались не в студии, а представляют собой, по словам Зайцева, всю концертную программу последних двух лет. При этом композиция «Сады 1,5 км» была исполнена ещё 10 октября 2004 года в рамках телевизионного живого выступления на программе «Цифра».
Илья Барамия так описал записи: «Это электроника докомпьютерной эпохи: сочинялась и игралась при помощи драм-машины, синта и блока эффектов — что, конечно, само по себе не является ни плюсом, ни минусом…» Зайцев обрисовал создание альбома так: «Мы наконец научились записывать то, что играем, живьём. Треки на новом альбоме по форме ближе к джазовым джемам, чем к традиционной электронике. Мы не делали наложений, слой за слоем, инструмент за инструментом. Мы садились и играли весь трек целиком, если он не нравился, мы играли его снова от и до. Так был записан альбом».

### Оформление
Изначально все десять композиций вместо заглавий имели невразумительные аббревиатуры. Рассматривался вариант издать треки в интернете без названий, с чистой белой обложкой. Но знакомые музыкантов отговорили их и помогли. Кирилл Иванов, напарник Барамии и Зайцева по проекту «Самое большое простое число», нашёл издателя. Юлия Накарякова и Евгения Иль из группы «Лемондэй» придумали начальные названия для композиций, а Евгений Гудков из «Пса и группы» предложил озаглавить первый трек как «Ракета» и закончил наработки девушек. Владимир Селезнёв нарисовал обложку, на которой изображена троица зверей. Помимо этого, 5 декабря Иванов опубликовал видеоролик, посвящённый поискам этой обложки. А название «Сегодня ты становишься ракетой», являющееся парафразом строчки песни Накаряковой «Серёжа, ты становишься ракетой», придумал Александр Зайцев после концерта «Лемондэя».

### Продвижение
10 ноября того же года дуэт выпустил цифровой лид-сингл «Сегодня ты узнаешь об устройстве ракеты», включающий 4 трека: композицию «Ракета», ремиксы на неё от Tenzor'а (Геннадия Плешкова) и омского музыканта Андрея Митрошина, а также акустическую версию, записанную на один микрофон группой «Пёс и группа». Презентация состоялась 13 ноября в петербургском клубе «Цоколь». 5 декабря Кирилл Иванов опубликовал на своём YouTube-канале музыкальное фан-видео на композицию «Ракета». В начале декабря были представлены ещё три промозаписи: на белорусском портале Another.by был презентован сингл «2001», 6 декабря в интернет-издании Lenta.ru была опубликована композиция «Сады 1,5 км», 8 декабря вышел заключительный трек «Уайт Хит» на сайте OpenSpace.ru.

### Выпуск
Альбом был выпущен на лейбле «Союз» 8 декабря 2010 года на компакт-дисках (в упаковках диджипак), изготовленных компанией «Ди Ви Ди-Клуб», которые можно было приобрести в магазинах сети «Союз», интернет-магазине Ozon и на концертах коллектива. Также релиз доступен на сервисах цифровой дистрибуции, таких как Bandcamp, VK Music, Last.fm и «Яндекс Музыка». Зайцев описал замысел так: «Нам важно, чтобы новая запись была непохожей на предыдущие, несла в себе что-то, чего ещё не было в других. Когда мы это чувствуем, мы выпускаем альбом. Повторять не интересно». Барамия назвал альбом «красивым, атмосферным и энергичным». Концертная премьера ожидалась 11 декабря в петербургском клубе «Танцы». Ещё одна презентация диска прошла 18 декабря в минском клубе «Реактор».

## Список композиций
| №                   | Название            | Длительность |
| ------------------- | ------------------- | ------------ |
| 1.                  | «Ракета»            | 3:56         |
| 2.                  | «Сады 1,5 км»       | 4:39         |
| 3.                  | «2001»              | 6:20         |
| 4.                  | «Старт»             | 3:39         |
| 5.                  | «Ночная смена»      | 4:01         |
| 6.                  | «Чужой берег»       | 4:26         |
| 7.                  | «Командирские часы» | 3:49         |
| 8.                  | «Марс»              | 5:18         |
| 9.                  | «Библиотека»        | 5:02         |
| 10.                 | «Уайт Хит»          | 6:04         |
| Общая длительность: | Общая длительность: | 47:16        |

## Реакция
Релиз участвовал в голосовании, посвящённом итогам 2010 года в российской музыке, соревнуясь в категории «Альбом» на сайте OpenSpace.ru. Победа в итоге досталась совместному альбому «Баста/Гуф» Басты и Гуфа.

### Отзывы о лид-сингле
В англоязычной рецензии на посвящённом славянской и балтийской музыке портале Far From Moscow, основанном в 2008 году профессором Калифорнийского университета в Лос-Анджелесе Дэвидом Макфэдиеном (англ. David MacFadyen), релиз получил такую характеристику: «Там, где мы могли бы ожидать проявления технического мастерства, реализованного на чужом аудио, вместо этого мы находим различные формы шипения, треска и искажений». По версии издания, слово «Ракета» в названии представляет собой «мальчишескую метафору смелого продвижения в мир», при этом «вся символика восхождения исчезает», когда титульный трек «действительно входит в этот мир». Статья гласит, что ремиксеры «отдают звуковую верность эмбиентной суровости и ветхому дилетантизму», отказываясь от всех представлений о Hi-Fi в пользу «шумного социального контекста» (Milky Toad) или «формального коллапса» («Пёс и группа»).
Спустя неделю после релиза музыкальный журналист Александр Горбачёв в издании «Афиша» отметил в главном треке сингла «Сегодня ты узнаешь об устройстве ракеты» узнаваемый почерк «Ёлочных игрушек», добавив: «Слышно, что они в курсе всяких новых дел типа кассетного андеграунда и гипнагогической электроники; слышно, что они любят группу „4 Позиции Бруно“». Также Горбачёв отметил ремикс «Пса и группа», назвав этот коллектив «замечательным».

### Отзывы об альбоме
На белорусском портале Another.by альбом «Сегодня ты становишься ракетой» получил такую характеристику: «Музыка представляет собой готовый саундтрек к фильму, в котором одетые в большие скафандры счастливые взрослые играют в войнушку в лунных кратерах, а потом садятся на их сиреневые склоны и грустно смотрят в сторону Земли».
В рецензии на американском портале Far From Moscow была отмечена «привлекательно простая поп-эстетика» альбома, разнящаяся с ассоциирующейся с «Ёлочными игрушками» «прогрессивной» позицией в российской веб-музыке; в этом свете релиз, скорее, «призван сопровождать незамысловатое, если не сказать наивное творчество». Название, по заявлению издания, утверждает бесконечную фантазию и неограниченное воображение, а бессловесность композиций содействует этой цели. С мотивами детства перекликается и обложка; двое из трёх животных на ней выглядят счастливыми, «репрезентируя массовую и запоминающуюся, намеренно неполированную и радостно любительскую запись». Финальные слова рецензии возвещают, что каталог «ЁИ» «движется вперёд — ничего не говоря, никуда особенно не направляясь и широко улыбаясь».

## Влияние
25 апреля 2012 года Митя Гольцман, участвовавший в создании сборника «СБПЧ Оркестр» (2008), в рамках проекта Do Re Mi Orchestra опубликовал на SoundCloud кавер-версию трека «Сады 1,5 км», записанную в хостеле MIR 7 апреля того же года.